# 浦和本太レディースFC
浦和本太レディースFC（うらわもとぶとレディースエフシー）は、かつて存在した日本の女子サッカーチーム。埼玉県さいたま市（旧・浦和市）を拠点として日本女子サッカーリーグ（L・リーグ）に所属していたが、2008年シーズンに事実上の活動停止となった。

## 概要・歴史
1980年当時の浦和市長中川健吉による「サッカーの街浦和に女子サッカーチームを」との構想により、本太地区で「ママさんサッカーチーム」として発足。1985年ごろ、水間百合子（のち日本女子代表）ら6人の中学生の加入により「ジュニアチーム」へ登録変更。地域のクラブチームとしては異例の年間300日にもおよぶ練習と試合を重ねた結果、1992年から「JLSLチャレンジリーグ」に参加した。
翌1993年にリーグ首位となり、この年限りで廃部となった日産FCレディースに代わり1994年に「浦和レディースFC」としてL・リーグ入りを果たす。
しかし、当時のL・リーグは海外からトップクラスの選手を呼んだ企業チームを中心とする「世界最高の女子サッカーリーグ」と呼ばれ、また水間百合子など実力のある選手が既に流出していたこともあったため、入れ替え戦を経ずに参加した唯一の草サッカーチームの挑戦は18戦全敗の最下位。回った入れ替え戦でも田崎ペルーレFCに2敗してわずか1年で降格となり、翌年からチャレンジリーグに活躍の場を移すことになる。
その後もL・リーグへの復帰を図るべくチャレンジリーグ（チャレンジマッチ）への参戦を続けたが、ほどなくしてチーム分裂の危機が訪れ、復帰していた水間百合子や中国人留学生選手など数選手とスタッフの一部により1998年に浦和レイナスが発足した。
残ったメンバーを中心としたチームは再び「浦和本太レディースFC」として編成され、関東女子サッカーリーグでは上位に位置するチームとして活躍する時代もあったが、次第に大学勢となでしこリーグ下部組織が台頭するようになると下位に甘んじるようになる。
2005年には関東第3代表として第27回全日本女子サッカー選手権大会に出場した。2008年2月9日に行なわれた早稲田大学ア式蹴球部女子との入れ替え戦に敗れ、2008年シーズンは埼玉県リーグに降格も人数不足となった。なお、現時点で活動しているかどうかは定かではなく、公式ホームページは2010年1月を以て更新を停止している。

## 主な成績

### L・リーグ
| 回 | 年度 | チーム名             | リーグ                 | チーム数 | 試合 | 勝点 | 勝 | 分 | 敗 | 得点 | 失点 | 順位 |
| -- | ---- | -------------------- | ---------------------- | -------- | ---- | ---- | -- | -- | -- | ---- | ---- | ---- |
| C  | 1992 | 浦和本太レディースFC | JLSL・チャレンジリーグ | 4        | 6    | 7    | 3  | 1  | 2  |      |      | 2位  |
| C  | 1993 | 浦和本太レディースFC | JLSL・チャレンジリーグ | 4        | 6    | 9    | 4  | 1  | 1  |      |      | 1位  |
| 6  | 1994 | 浦和レディースFC     | L・リーグ              | 10       | 18   | --   | 0  | -- | 18 | 14   | 96   | 10位 |
| C  | 1995 | 浦和レディースFC     | JLSL・チャレンジリーグ | 3        | 4    | 6    | 3  | 0  | 1  |      |      | 2位  |

### JLSL・チャレンジマッチ’96
| 浦和レディースFC | 1回戦2-0 2回戦1-0 | 飽田FCレディース |

### 入れ替え戦
| 大会名        | L・リーグ最下位チーム | スコア            | チャレンジリーグ1位チーム | 結果       |
| ------------- | --------------------- | ----------------- | ------------------------- | ---------- |
| 1994-95入替戦 | 浦和レディースFC      | 1回戦1-2 2回戦1-3 | 田崎ペルーレ              | 田崎の昇格 |
| 1996-97入替戦 | OKI FC Winds          | 1回戦1-3 2回戦0-3 | 浦和レディースFC          | OKIの残留  |

### 全日本女子サッカー選手権大会
- 第11回大会 (1990年) 1回戦敗退
- 第15回大会 (1994年) 2回戦敗退
- 第16回大会 (1995年) 2回戦敗退
- 第18回大会 (1997年) 2回戦（シードのため初戦）敗退
- 第27回大会 (2005年) 1回戦敗退

## 獲得タイトル
- 特になし

## チームカラー
- 赤

(L・リーグのころのパターン)
| カラー    | 上衣               | パンツ | ストッキング |
| --------- | ------------------ | ------ | ------------ |
| FP（1st） | 赤                 | 赤     | 赤           |
| FP（2nd） | 黄                 | 青     | 黄           |
| GK（1st） | フラッシュグリーン | 黒     | 白           |
| GK（2nd） | フラッシュピンク   | 黒     | 白           |

## 歴代監督
- 1994年 　石澤君男
- 2005年 　石澤君男